# 모라산주

모라산 주의 위치

모라산주(스페인어: Morazán)는 엘살바도르 북동부에 위치한 주로 주도는 산프란시스코고테라이며 면적은 1,447km2, 인구는 199,519명(2013년 기준)이다. 26개 지방 자치체를 관할한다.